# Bremer Eiswette

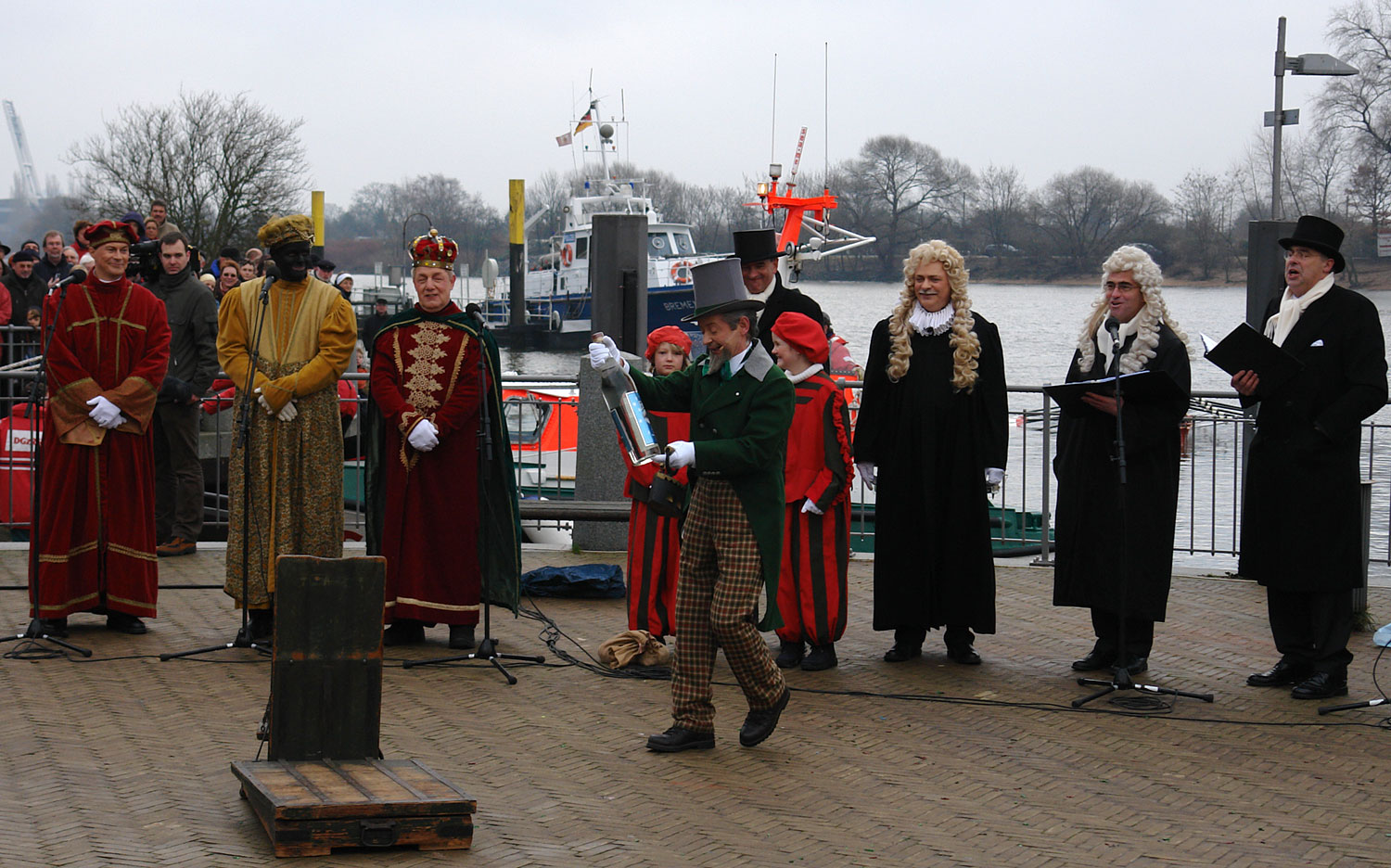
Eiswette 2008

Die Eiswette (Plattdeutsch Ieswett) ist eine traditionelle Wett-Zeremonie in Bremen, die jährlich am 6. Januar, dem Dreikönigstag, Schlag 12 Uhr am Osterdeich an der Weser stattfindet, und zwar am ehemaligen Punkendeich in der Nähe vom Sielwall. Es gab zunächst nur das Eiswettfest im Saal. Der Brauch der Eiswettprobe am Punkendeich wurde aus Anlass der Hundertjahrfeier des Eiswettfestes 1929 zum ersten Mal veranstaltet und ist seitdem fester Bestandteil der „Eiswette von 1829 in Bremen“. Es geht um die Wette, of de Werser geiht or steiht (Plattdeutsch für ‚ob die Weser geht oder steht‘). Diese öffentliche Eiswettprobe vor dem internen Eiswettfest am dritten Samstag im Januar wird auch vom (nicht eingetragenen) Verein Eiswette von 1829 veranstaltet.

## Geschichte

### Von der Gründung 1829 bis 1928
Nach dem Vorbild englischer Herrenclubs wurde auch in geselligen Kaufmannszirkeln Bremens gern um alles Mögliche gewettet. Bei einer dieser Zusammenkünfte am 8. November 1828 wurde von 18 Herren (davon 13 Kaufleuten) gewettet, ob die Weser am 1. Januar offen oder gefroren sei. Wettpreis war ein gemeinschaftliches Kohlessen. Seitdem wurde die Eiswette nahezu jährlich wiederholt und mit einem Festessen, das von Kartenspiel, vergnüglichen Reden und Belustigungen begleitet war, eingelöst. Ab 1851 tafelte man in den Clubräumen der Union von 1801, einem Club junger Kaufleute, seit 1881 in den Räumen der Gesellschaft Museum, nach 1912 in Hillmanns Hotel und ab 1929 meist in der „Glocke“. Ab 1862 nahmen auch häufiger auswärtige Gäste teil.

### 1929 bis 1933
Seit 1883, dem Jahr, in dem die Realisierung der von Ludwig Franzius begonnenen Weserkorrektion einsetzte, und die Weser nur noch höchst selten zufrieren sollte, wurde der Wettausgang durch das Los herbeigeführt. Um die Jahrhundertwende war die Zahl der Eiswettgenossen auf etwa 90 angewachsen. Im Jubiläumsjahr 1929 entstand der Brauch, am Dreikönigstag (6. Januar) um 12 Uhr die noch heute übliche „Probe“ am Osterdeich zu praktizieren. Der Schneider kam seit dem Eiswettpräsidenten Georg Borttscheller ab 1954 regelmäßig dazu.  Weitere Mitwirkende der Zeremonie sind die Könige aus dem Morgenland sowie der Notarius publicus, der Medicus publicus, der Präsident der Eiswette, das Eiswettpräsidium und die Novizen. Die Hauptdarsteller treten in historischen Kostümen auf. Dem Schneider kommt die Rolle eines liebenswerten Spötters zu, der gesellschaftliche und politische Ereignisse des jeweils vergangenen Jahres auf die Schippe nimmt. Die Texte für den Schneider und seine Mitstreiter verfasste von 1994 bis 2019 der norddeutsche Autor Jürgen Kropp.
Ebenfalls beim Eiswettfest des Jahres 1929 wurde eine weitere traditionsbildende Neuerung begründet: Die Spendensammlung zugunsten der Deutschen Gesellschaft zur Rettung Schiffbrüchiger (DGzRS), die bescheiden begann, in den Folgejahren jedoch stetig anwuchs.
Vor dem Ersten Weltkrieg war die Eiswette eine „durch und durch zivile, allem Militärischen abholde, sehr private und vergnügliche Männergesellschaft“ gewesen. Die nationalkonservative Ausrichtung der Eiswette wurde in den 1920er Jahren insbesondere von ihrem Präsidenten Hans Wagenführ betrieben. Senatoren und hohe Militärs wurden eingeladen, die Reden wurden politischer, die Kapelle des Bremer Reichswehrbataillons spielte, Prominente aus Stahlhelm und Freikorps traten als republikfeindliche Redner auf.

### 1933 bis 1945
Nach 1933 bot sich die Eiswette während der Bremer NS-Zeit den Nationalsozialisten als Forum für ihre Einflussnahme auf die Kaufmannschaft an. Hugo Gebert, von 1933 bis 1939 Präsident der Bremer Eiswette, lud im Herbst 1933 alle Senatsmitglieder zur Eiswette ein. Die Nationalsozialisten forderten, dass die Feiern mit Deutschland-Lied und der Parteihymne der NSDAP, dem Horst-Wessel-Lied eröffnet werden müssten, Gebert setzte das um. Bei der Eiswett-Feier 1934 brachte Eiswette-Präsident Gebert ein dreifaches „Sieg Heil“ auf Reichspräsident, Führer und Vaterland aus und es wurde das Horst-Wessel-Lied gesungen. Die Teilnehmerzahl schwoll bis 1939 auf rund 500 an. Die Eiswette „war eine NS-konforme Veranstaltung geworden.“

### Nach 1945
Nach dem Ende des NS-Regimes mussten sich 52 Eiswettgenossen einem Entnazifizierungsverfahren stellen. Unter den 129 „Alt-Genossen“ gab es 37 NSDAP-Mitglieder (29%). 52 (40%) hatten in einem Entnazifizierungsverfahren gestanden, darunter die Hälfte des Präsidiums aus den dreißiger Jahren: Hans Degener-Grischow, Otto Heins und Carl A. Wuppesahl. Außerdem gehörten vier „Stammmitglieder“ der ersten Nachkriegsjahre dazu: Heinz Bömers, Karl Bollmeyer, Franz Stapelfeldt und Friedrich Carl.
Nur mit Schwierigkeiten konnte ein nationalsozialistisch unbelasteter neuer Präsident für die Eiswette gefunden werden.
1949 fand das Eiswett-Fest im Rathaus, 1952 erstmals wieder in der „Glocke“ statt. Zu den bis heute gepflegten Traditionen gehören die Eiswettprobe in der beschriebenen Form, erweitert dadurch, dass der Schneider anschließend die Weser auf dem Tochterboot eines Seenotrettungskreuzers der DGzRS überquert. Elemente der gegenwärtigen Eiswettfeste sind jeweils neben einer Reihe anderer Regularien das Kohl-und-Pinkel-Essen an großen runden Tischen („Eisschollen“), eine üblicherweise von einem Ehrengast gehaltene Rede auf Bremen und Deutschland, kabarettistische Einlagen und die Spendensammlung für die DGzRS. 2012 kamen 400.000 Euro zusammen, 2020 und 2022 waren es rund 480.000 Euro und 554.000 Euro im Jahr 2023.
Ein Seenotkreuzer der DGzRS (die ihren Sitz in Bremen hat) trug den Namen Eiswette (Baujahr 1980). Nach der Außerdienststellung Ende 2008 wurde bei der Eiswette 2009 erneut ein Seenotkreuzer auf den Namen Eiswette (Bj. 2008) getauft.
Seit 2007 ist Eiswette als Wortmarke gesetzlich geschützt.

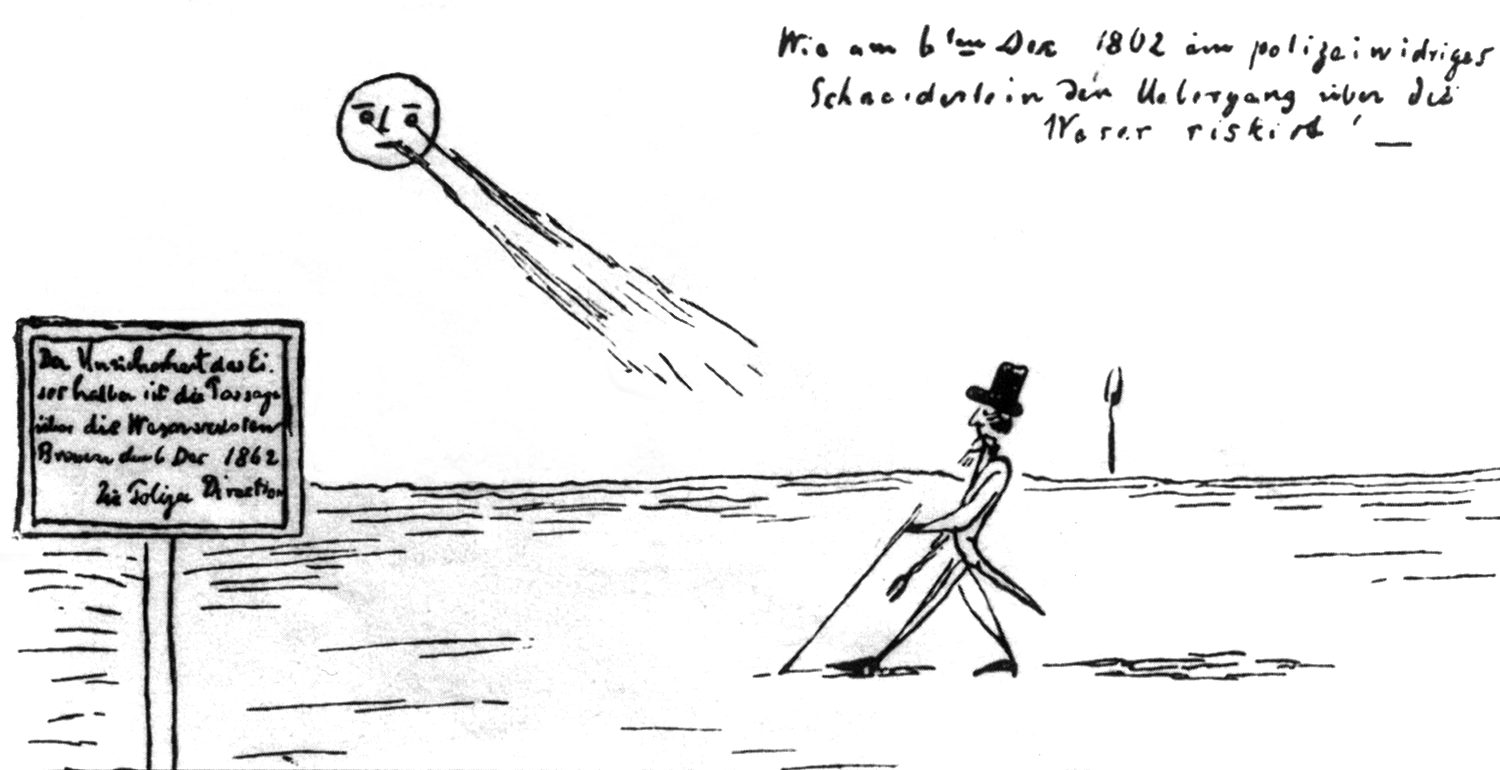
Der „Schneider“ auf der gefrorenen Weser (1862)
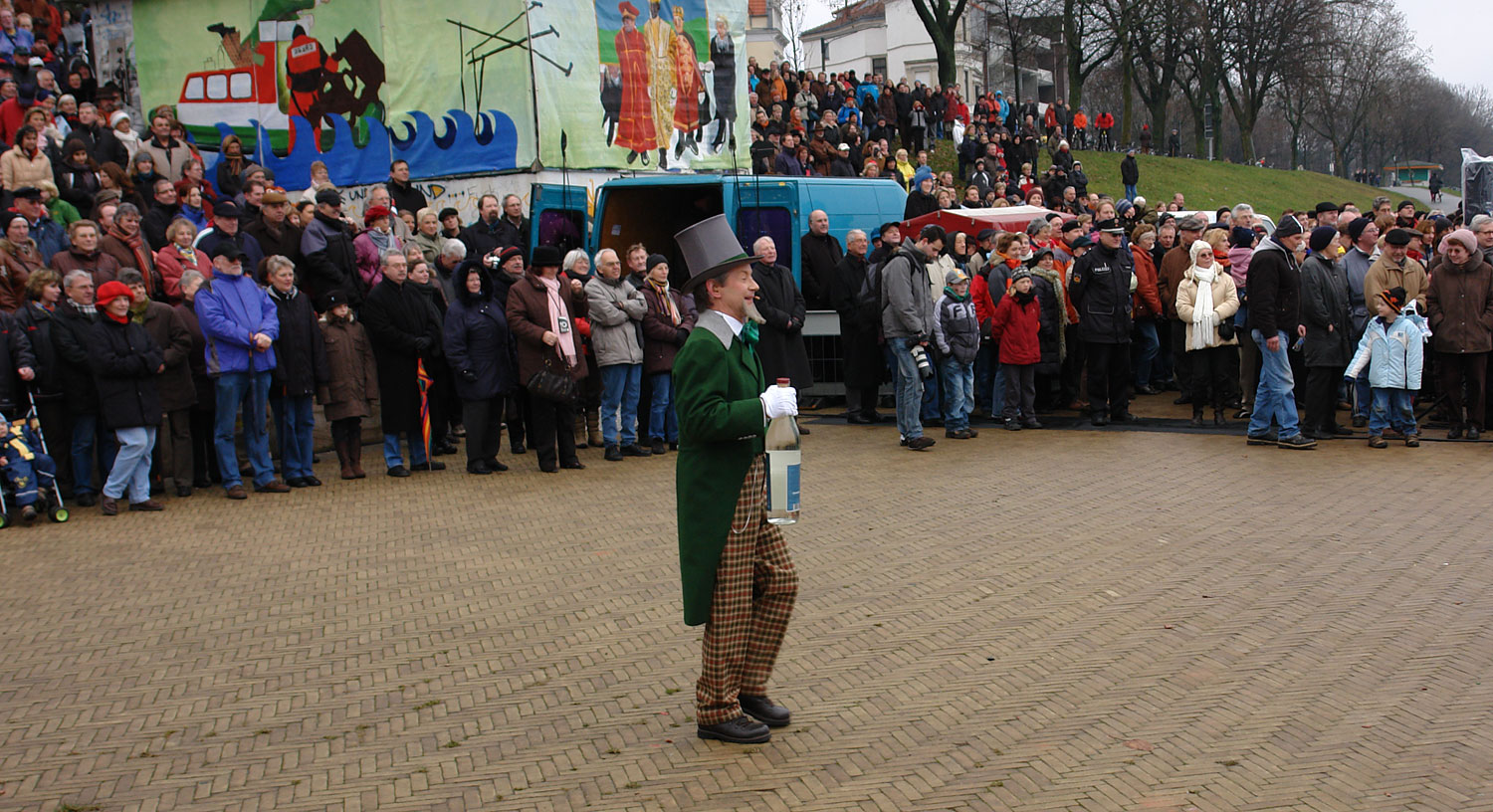
Eintreffen des „Schneiders“ bei der Eiswett-Zeremonie 2008
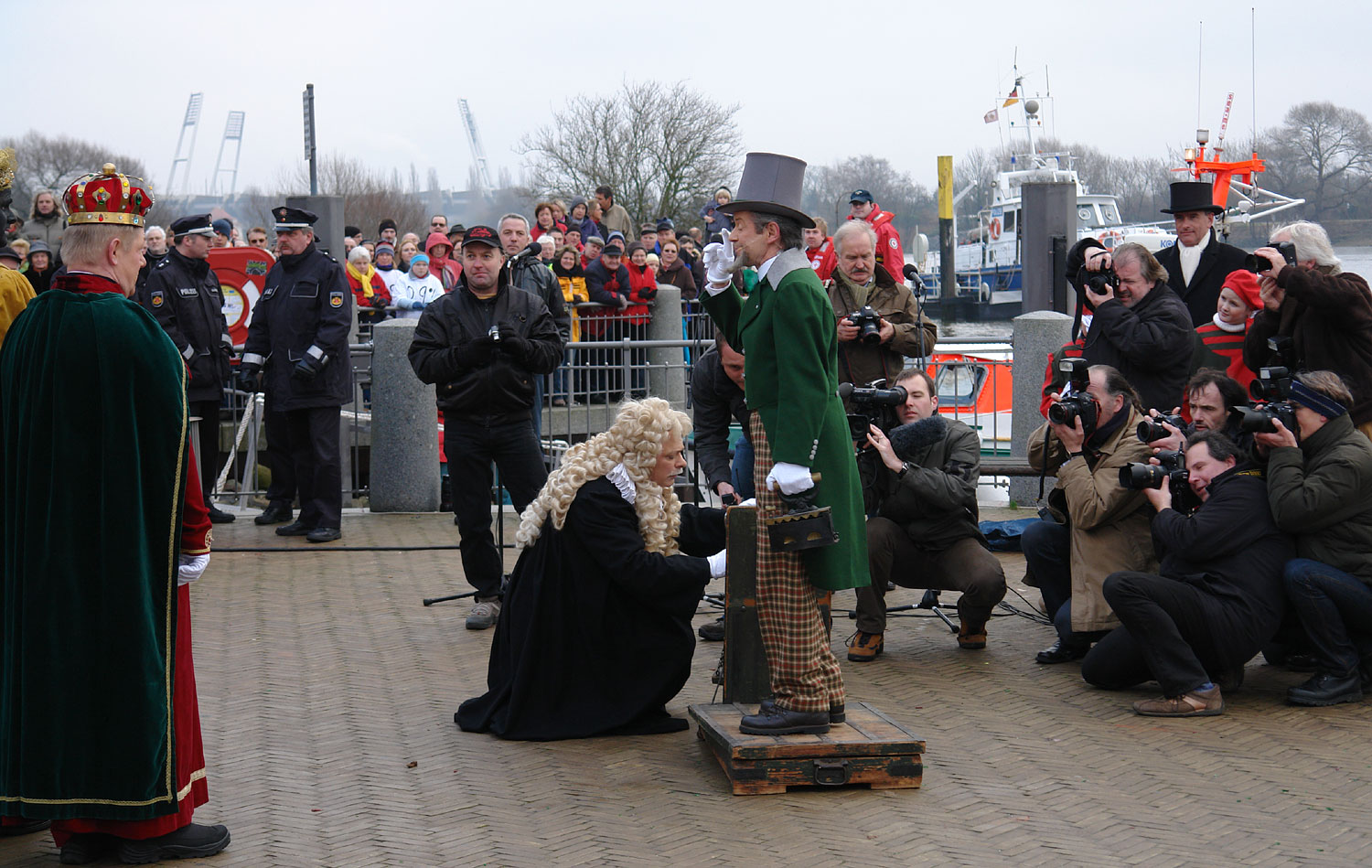
„Wiegen“ des „Schneiders“ (2008)
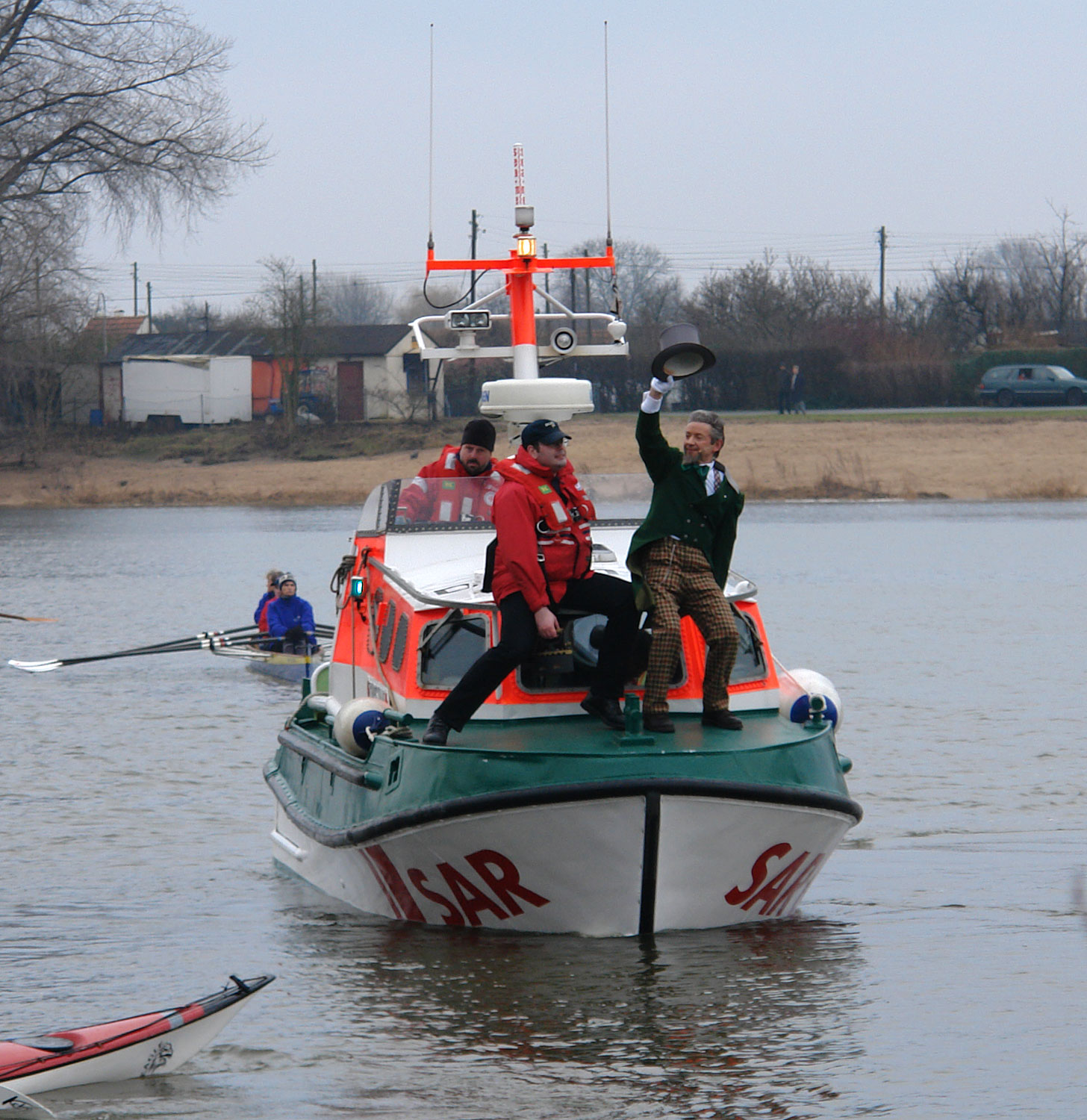
Der „Schneider“ in einem DGzRS-Tochterboot auf der Weser (2008)

## Der VereinEiswette von 1829

### Vereinsstruktur
Der Eiswettverein, der unter dem Namen Eiswette von 1829 fungiert, ist rechtsfähig, aber kein eingetragener Verein und nicht buchhaltungspflichtig. Das Verfahren der Selbstergänzung ihrer Mitgliederschaft ist öffentlich nicht bekannt. Wegen des Gesellschaftszwecks der Spendensammlung für die DGzRS ist der Eiswettverein als gemeinnützig anerkannt.

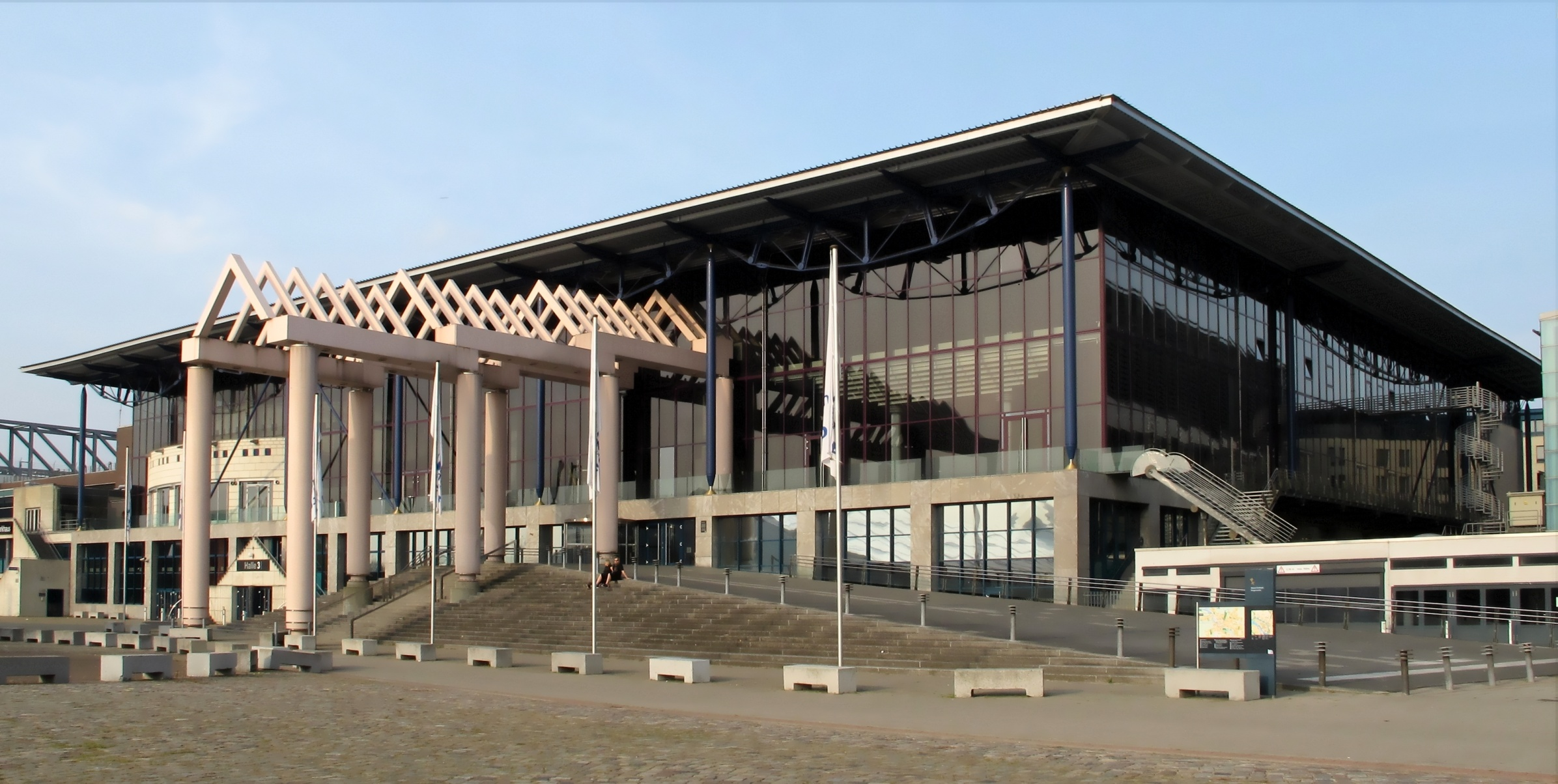
Congress Centrum Bremen (CCB) – heutiger Veranstaltungsort des alljährlichen Eiswettfestes

Neben der öffentlichen Eiswettprobe am Osterdeich richtet der Eiswettverein alljährlich das interne und nichtöffentliche Eiswettfest aus. Es wird traditionell stets am dritten Samstag im Januar veranstaltet und findet inzwischen regelmäßig im Congress Centrum Bremen (CCB) statt. Die Traditionsveranstaltung hat mittlerweile rund 800 – bis 2019 ausschließlich männliche – Teilnehmer, darunter viele eingeladene, teils auch auswärtige Persönlichkeiten aus Wirtschaft und Gesellschaft. Traditionell wird stets auch der jeweils amtierende Bremer Bürgermeister eingeladen.

### Die Kontroverse um den Zutritt für Frauen zum Eiswettfest
Frauen waren von Anfang an bis in die jüngere Gegenwart weder als Vereinsmitglieder noch zur Teilnahme am Eiswettfest zugelassen, was seit den 2000er Jahren zunehmend auf Kritik stieß. Im Juni 2013 verabschiedete das Landesparlament, die Bremische Bürgerschaft, mit deutlicher Mehrheit eine Forderung, künftig auch Frauen zuzulassen. Auch die Medien sind von der Eiswettfeier weitgehend ausgeschlossen. So wurde die Eiswettgenossenschaft als eine von elitärem Selbstverständnis geprägte, auf Exklusivität bedachte Institution beschrieben.
Im Januar 2019 kam es wegen des Ausschlusses von Frauen zu einem Eklat. Der seit 2013 amtierende Eiswettpräsident Patrick Wendisch erregte öffentliche Aufmerksamkeit, als er auf „der Tradition“ des Eiswettvereins beharrte und anstelle von Bremens Bürgermeisterin Karoline Linnert den Bremerhavener Oberbürgermeister Melf Grantz zum Stiftungsfest der Eiswette 2019 einlud. Bürgermeister Carsten Sieling war durch seine Teilnahme an der Trauerfeier für Danzigs Oberbürgermeister Paweł Adamowicz verhindert und hatte deshalb Wendisch zuvor gebeten, seine Stellvertreterin Linnert als offizielle Vertreterin Bremens zum Eiswettfest einzuladen. Der Eiswettpräsident bestand jedoch auf den Statuten des Vereins und rechtfertigte den Ausschluss von Frauen:

„Wir sind ein Herrenclub, machen diesen Gendergaga nicht mit. Selbst der Papst würde nicht eingeladen, wenn er eine Frau wäre.“

Die „Nicht-Einladung“ wurde bundesweit zum Thema in den Massenmedien. Die unter anderem als „frauenfeindlich und antiquarisch“ bewertete Haltung von Eiswettpräsident Wendisch und des von ihm vertretenen Eiswettvereins führte zu erheblicher Kritik in Politik, Öffentlichkeit, Medien und sozialen Netzwerken. Dem Eiswettverein und seinem Präsidenten wurde Sexismus vorgeworfen. Innensenator Ulrich Mäurer sagte seine Teilnahme am Eiswettfest kurzfristig ab.
Im März 2019 beschloss die Bremische Bürgerschaft, dass „männliche Mitglieder der Bremischen Bürgerschaft, des Senats und der Verwaltung“ künftig „keine Veranstaltungen mehr besuchen sollen, bei denen Frauen nicht zugelassen sind“. Der im Rahmen der Frauen- und Gleichstellungspolitik von der SPD und den Grünen eingebrachte und mit deren (damaligen) Mehrheitsstimmen von der Bürgerschaft beschlossene Antrag bezog sich vor allem auf die kritisierte Einladungspraxis des Eiswettvereins. Diese Forderung solle laut (beschlossenem) Antrag so lange gelten, bis die „Bremer Eiswette den Ausschluss von Frauen als Repräsentantinnen Bremens aufhebt“.
Im Oktober 2019 beugte sich der Eiswettverein dem öffentlichen und politischen Druck und gab bekannt, dass Frauen künftig an der Veranstaltung teilnehmen können. So würden Frauen beginnend zum Eiswettfest 2020 als Gäste eingeladen, können zukünftig aber auch „Genossinnen“ werden und dann ihrerseits Gäste einladen. Anfang Januar 2020 kündigte der Eiswettverein die Teilnahme von rund 30 Frauen am bevorstehenden Eiswettfest an. Indes wurden weder Bremens Bürgermeister oder andere Mitglieder des Bremer Senats noch Vertreter der Presse zum Eiswettfest 2020 eingeladen und zugelassen. Die „Nicht-Einladung“ der Bremer Politiker sei die Reaktion des Eiswettpräsidiums auf den Bürgerschaftsbeschluss vom März 2019, so Eiswettpräsident Wendisch. In Medien und Öffentlichkeit führte die „Retourkutsche“ als „ein für Bremen unüblicher Affront“ abermals zu Kritik an der Haltung des Eiswettpräsidiums.
Erstmals seit rund 190 Jahren nahmen an dem Eiswettfest am 18. Januar 2020 neben rund 770 Männern auch 30 Frauen teil. Trotzdem steht der Eiswettverein weiterhin in der Kritik; neben der Ausgrenzung von Bremer Senatsmitgliedern und der Presse wird die aktuelle Frauenquote von nur rund vier Prozent (buten un binnen: „Marginalie“) beanstandet, wie etwa von der Bremer Landesfrauenbeauftragten Bettina Wilhelm: „Die Herren sind von vorgestern – und viel zu spät dran.“ Im Jahr 2023 wurden erstmals Genossinnen aufgenommen und es gab drei Novizinnen.

### Präsidenten des Bremer Eiswettvereins
| - 1829–1837 kein gewählter Präsident - 1838–1858 Hermann Runge - 1859–1871 Christian Eduard Krummacher - 1872 Fest ohne Präsidenten - 1873–1882 Friedrich Reck - 1883–1892 Daniel Georg Volkmann - 1893–1897 Wilhelm Frahm - 1898–1913 Konsul Gerhard Friedrich Vietsch - 1914–1923 keine Eiswette | - 1924–1927 Franz Funck - 1928–1932 Hans Wagenführ - 1933–1939 Hugo Gebert - 1940–1948 keine Eiswette - 1949–1950 Richard Ahlers - 1951–1967 Georg Borttscheller - 1968–1970 Karl Löbe - 1971–1975 Klaus Gätjen - 1976–1978 Helmut Schläfereit | - 1979–1983 Klaus Gätjen - 1984 Hans Budde (Vizepräsident) - 1985–1987 Hans-Joachim Enge - 1988–1992 Peter Kloess - 1993–1996 Günther Eisenführ - 1997–2000 Hanns-Jörg Scupin - 2001–2003 Uwe Hollweg - 2004–2012 Peter Braun - seit 2013 Patrick Wendisch |

## Nachahmer
1972 wurde die erste Eiswette außerhalb Bremens veranstaltet. Seitdem haben sich Eiswetten über den ganzen norddeutschen Raum verbreitet. Sie werden nicht, wie die Bremer, von einem nicht öffentlich tagenden Präsidium organisiert, sondern von gewählten Gemeindevorständen, Vorsitzenden von Schützenvereinen und Kanuverbänden, Geschäftsführern von Tourismus-Zentralen, vom SPD-Ortsverein, oder auch von einzelnen Organisationsgenies. Im Internet stellen sich mehr als 20 Eiswetten vor. Die erste besteht seit 1972 in Hagen im Bremischen. 2014 unternahm das Bremer Präsidium der Eiswette von 1829 den Versuch, die nichtbremischen Eiswetten über das Patentrecht am Namen „Eiswette“ in Lizenzverträgen zu Vorgaben zu verpflichten, die dem Ruf der Bremer Eiswette nicht schadeten. Das scheiterte am Widerstand der Eiswetten.
- Seit 1976 wird in Clüversborstel (Gemeinde Reeßum) alljährlich zwischen Weihnachten und Neujahr eine „Eiswette“ durchgeführt, in der es darum geht, ob die Wieste geiht oder steiht. Bei der vom Clüversborsteler Kulturverein ausgerichteten Veranstaltung geht ein ausgewählter Ortseinwohner zu Fuß „über das Eis“ beziehungsweise durch den kleinen Fluss.[40]
- Seit 1997 findet in Braunschweig eine „Eiswette“ auf einem Seitenarm der Oker statt. Trotz nur kniehohen Wassers sind Rettungsschwimmer der DLRG vor Ort.[41]
- Seit 1998 findet im Januar eines jeden Jahres in Hage eine „Eiswette“ statt, in der es darum geht, ob der Bürgermeister des Fleckens Hage trockenen Fußes den Graben der Burg Berum überschreiten kann.[42]
- Die 1999 ins Leben gerufene „Schilsker Eiswette“ auf dem Obersee in Bielefeld-Schildesche wurde Anfang Februar 2012 zum 14. Mal durchgeführt.[43]
- Seit 2001 findet alljährlich am ersten Sonntag im Januar auf dem Dümmer eine „Eiswette“ statt.[44]
- Am 21. Februar 2009 wurde erstmals die Wolfenbütteler Eiswette am Stadtgraben durchgeführt.[45]
- In Hohnstorf an der Elbe gibt es auch eine Eiswette.[46]